# Glipostena ponomarenkoi
Glipostena ponomarenkoi — вимерлий вид жуків з роду Glipostena. Вид описано з пізньоеоценового рівненського бурштину України у 2009 році. Названий на честь ентомолога Олександра Пономаренка. Вид описаний українським зоологом Євгеном Перковським.